# Surf de neu als Jocs Olímpics d'hivern de 2006 - Camp a través femení
Als Jocs Olímpics d'Hivern de 2006 celebrats a la ciutat de Torí (Itàlia) es disputà una prova de surf de neu en categoria femenina en la modalitat de camp a través que formà part, per primera vegada, del programa oficial dels Jocs.
La prova es disputà el dia 17 de febrer de 2006 a les instal·lacions de Bardonecchia.
Hi participaren un total de 23 surfistes de 14 comitès nacionals diferents.

## Resum de medalles
| Or            | Argent             | Bronze            |
| Tanja Frieden | Lindsey Jacobellis | Dominique Maltais |

## Resultats

### Ronda qualificatòria
Es realitzen dues mànegues, comptabilitzant-se el millor temps aconseguit en les dues. Es classifiquen els 16 millors temps.
| Pos. | Nom                  | CON          | Volta 1 (temps) | Pos. | Volta 2 (temps) | Pos. | Millor temps |
| ---- | -------------------- | ------------ | --------------- | ---- | --------------- | ---- | ------------ |
| 1    | Maëlle Ricker        | Canadà       | 1:28.99         | 1    | 1:27.85         | 1    | 1:27.85      |
| 2    | Dominique Maltais    | Canadà       | 1:33.03         | 13   | 1:29.33         | 2    | 1:29.33      |
| 3    | Lindsey Jacobellis   | Estats Units | 1:30.89         | 6    | 1:29.51         | 3    | 1:29.51      |
| 4    | Tanja Frieden        | Suïssa       | 1:30.76         | 5    | 1:29.77         | 4    | 1:29.77      |
| 5    | Maria Danielsson     | Suècia       | 1:30.01         | 2    | 2:06.56         | 21   | 1:30.01      |
| 6    | Isabel Clark Ribeiro | Brasil       | 1:30.12         | 3    | 1:31.49         | 10   | 1:30.12      |
| 7    | Olivia Nobs          | Suïssa       | 1:32.02         | 8    | 1:30.44         | 5    | 1:30.44      |
| 8    | Marie Laissus        | França       | 1:30.46         | 4    | 1:30.99         | 8    | 1:30.46      |
| 9    | Déborah Anthonioz    | França       | 1:31.22         | 7    | 1:30.89         | 6    | 1:30.89      |
| 10   | Doresia Krings       | Àustria      | 1:45.53         | 21   | 1:30.90         | 7    | 1:30.90      |
| 11   | Karine Ruby          | França       | 1:42.51         | 20   | 1:31.03         | 9    | 1:31.03      |
| 12   | Zoe Gillings         | Regne Unit   | 1:46.71         | 22   | 1:31.93         | 11   | 1:31.93      |
| 13   | Katharina Himmler    | Alemanya     | 1:32.15         | 9    | 1:33.89         | 17   | 1:32.15      |
| 14   | Mellie Francon       | Suïssa       | 1:32.31         | 10   | 1:32.30         | 12   | 1:32.30      |
| 15   | Yuka Fujimori        | Japó         | 1:32.46         | 11   | 1:32.63         | 13   | 1:32.46      |
| 16   | Doris Günther        | Àustria      | 1:32.58         | 12   | NF              |      | 1:32.58      |
| 17   | Erin Simmons         | Canadà       | 1:33.24         | 14   | 1:32.74         | 14   | 1:32.74      |
| 18   | Carmen Ranigler      | Itàlia       | NF              |      | 1:32.91         | 15   | 1:32.91      |
| 19   | Dominique Vallee     | Canadà       | 1:34.76         | 16   | 1:33.57         | 16   | 1:33.57      |
| 20   | Juliane Bray         | Nova Zelanda | 1:34.45         | 15   | 1:39.81         | 20   | 1:34.45      |
| 21   | Emily Thomas         | Austràlia    | 1:37.69         | 19   | 1:34.57         | 18   | 1:34.57      |
| 22   | Aleksandra Zhekova   | Bulgària     | 1:36.13         | 17   | 1:35.50         | 19   | 1:35.50      |
| 23   | Julie Pomagalski     | França       | 1:36.32         | 18   | DSQ             | 23   | 1:36.32      |

### Quarts de final
Es classifiquen per a semifinals els dos primers de cada grup.
| Dorsal | Nom               | Pos. |
| ------ | ----------------- | ---- |
| 1      | Maëlle Ricker     | 1    |
| 8      | Marie Laissus     | 2    |
| 9      | Déborah Anthonioz | 3    |
| 16     | Doris Günther     | 4    |

| Dorsal | Nom               | Pos. |
| ------ | ----------------- | ---- |
| 4      | Tanja Frieden     | 1    |
| 5      | Maria Danielsson  | 2    |
| 13     | Katharina Himmler | 3    |
| 12     | Zoe Gillings      | 4    |

| Dorsal | Nom                  | Pos. |
| ------ | -------------------- | ---- |
| 14     | Mellie Francon       | 1    |
| 3      | Lindsey Jacobellis   | 2    |
| 6      | Isabel Clark Ribeiro | 3    |
| 11     | Karine Ruby          | 4    |

| Dorsal | Nom               | Pos. |
| ------ | ----------------- | ---- |
| 2      | Dominique Maltais | 1    |
| 15     | Yuka Fujimori     | 2    |
| 7      | Olivia Nobs       | 3    |
| 10     | Doresia Krings    | 4    |

### Semifinals
| Dorsal | Nom              | Pos. |
| ------ | ---------------- | ---- |
| 1      | Maëlle Ricker    | 1    |
| 4      | Tanja Frieden    | 2    |
| 5      | Maria Danielsson | 3    |
| 8      | Marie Laissus    | 4    |

| Dorsal | Nom                | Pos. |
| ------ | ------------------ | ---- |
| 3      | Lindsey Jacobellis | 1    |
| 2      | Dominique Maltais  | 2    |
| 14     | Mellie Francon     | 3    |
| 15     | Yuka Fujimori      | 4    |

### Finals
Final
| Dorsal | Nom                | Pos. |
| ------ | ------------------ | ---- |
| 4      | Tanja Frieden      | 1    |
| 3      | Lindsey Jacobellis | 2    |
| 2      | Dominique Maltais  | 3    |
| 1      | Maëlle Ricker      | 4    |

Classificació 5-8
| Dorsal | Nom              | Pos. |
| ------ | ---------------- | ---- |
| 14     | Mellie Francon   | 5    |
| 5      | Maria Danielsson | 6    |
| 15     | Yuka Fujimori    | 7    |
| 8      | Marie Laissus    | 8    |

Classificació 9-12
| Dorsal | Nom                  | Pos. |
| ------ | -------------------- | ---- |
| 6      | Isabel Clark Ribeiro | 9    |
| 9      | Déborah Anthonioz    | 10   |
| 7      | Olivia Nobs          | 11   |
| 13     | Katharina Himmler    | 12   |

Classificació 13-16
| Dorsal | Nom            | Pos. |
| ------ | -------------- | ---- |
| 10     | Doresia Krings | 13   |
| 16     | Doris Günther  | 14   |
| 12     | Zoe Gillings   | 15   |
| 11     | Karine Ruby    | 16   |